# Vrbovečki vodotoranj
Vrbovečki vodotoranj je vodo-opskrbni objekt u Vrbovcu, zagrebačka županija. Napravljen je od armiranog betona i visine je otprilike 32 metra. Voda se nalazi u velikoj betonskoj kupoli iznad kontrolne sobe, a do vrha se dolazi preko spiralnog stubišta u kupoli. Umjesto zapuštene kontrolne sobe trebao bi biti napravljen kafić s vidikovcem, tj. pogledom na grad.